# Mansión Belmont
La mansión Belmont era una residencia ubicada en 477 Madison Avenue en la esquina noreste de calle 51 en Midtown Manhattan, Nueva York (Estados Unidos). Fue demolida en 1951.

## Historia

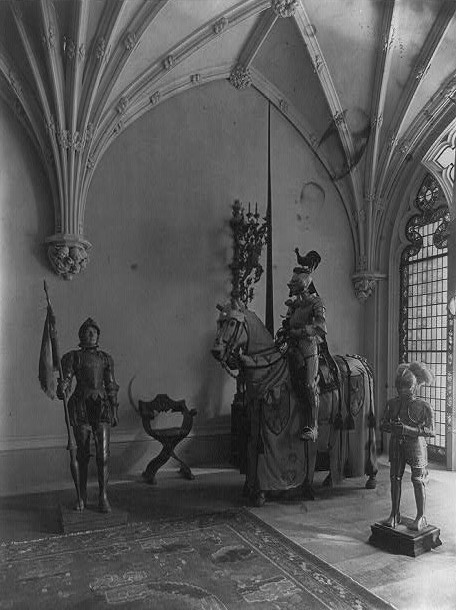
The Armory en la mansión Belmont

La casa se completó en 1909 para la socialite Alva Belmont, la viuda de Oliver Belmont. Fue diseñado por Hunt & Hunt, formado por la asociación de los hijos del fallecido Richard Morris Hunt, Richard y Joseph. La casa neoclásica de tres pisos tenía una fachada de piedra caliza y habitaciones interiores en una mezcla ecléctica.
La construcción aún estaba en marcha cuando Oliver Belmont murió, y Alva anunció que construiría una adición que era una reproducción exacta de la Sala Gótica en el Castillo de Belcourt, para albergar la colección de armaduras medievales y renacentistas de su difunto esposo. La habitación, denominada The Armory, medía 26 por 7,3 m y era la habitación más grande de la casa. Ella y su hijo menor, Harold, se mudaron a la casa en 1909. The Armory se utilizaría más tarde como sala de conferencias para mujeres sufragistas en 1923.
La mansión fue utilizada por Caridades Católicas de la Arquidiócesis de Nueva York hasta que la iglesia la vendió en 1951. Los nuevos propietarios la demolieron con miras a la construcción de un proyecto inmobiliario. Durante un tiempo el lote baldío se utilizó como estacionamiento. El sitio ahora está ocupado por el 477 Madison Avenue, una torre de oficinas de 23 pisos diseñada por Kahn & Jacobs y construida entre 1952 y 1953.